# Merles-sur-Loison
Merles-sur-Loison – miejscowość i gmina we Francji, w regionie Grand Est, w departamencie Moza.
Według danych na rok 1990 gminę zamieszkiwały 133 osoby, a gęstość zaludnienia wynosiła 12 osób/km² (wśród 2335 gmin Lotaryngii Merles-sur-Loison plasuje się na 912. miejscu pod względem liczby ludności, natomiast pod względem powierzchni na miejscu 529.).